# Markus Vogel
Pour les articles homonymes, voir Vogel.
Markus Vogel, né le 12 janvier 1984 à Stans, est un skieur alpin suisse. Il est spécialisé dans le slalom.

## Biographie
Markus Vogel participe à des compétitions internationales à partir de 2003 avec ses débuts en coupe d'Europe, compétition dans laquelle il gagne son premier succès en 2008 dans un slalom disputé à Garmisch-Partenkirchen. Il fait ses premières apparitions en Coupe du monde la même année. En mars 2011, il s'offre son premier top 10 en Coupe du monde avec une septième place en slalom à Kranjska Gora. En décembre 2012, il améliore cette performance en prenant la sixième place du slalom de Madonna di Campiglio. Ces résultats lui permettent de participer aux Mondiaux de 2011 et de 2013, se classant respectivement 27e et 17e.
En 2010 et 2012, il remporte le titre de champion de Suisse du slalom.
Il annonce sa retraite sportive le 30 mars 2016.

## Palmarès

### Championnats du monde
| Épreuve / Édition | Garmisch-Partenikrchen 2011 | Schladming 2013 |
| Slalom            | 27e                         | 17e             |

### Coupe du monde
- Meilleur classement général : 72e en 2013.
- Meilleur résultat dans une épreuve : 6e.
- 2e de l'épreuve par équipes des Finales de Schladming en 2012.

### Coupe d'Europe
- 3 podiums dont 1 victoire.

### Championnats de Suisse
- 2 fois champion de Suisse : 2010 et 2012 (en slalom).